# Всемирный день книг и авторского права

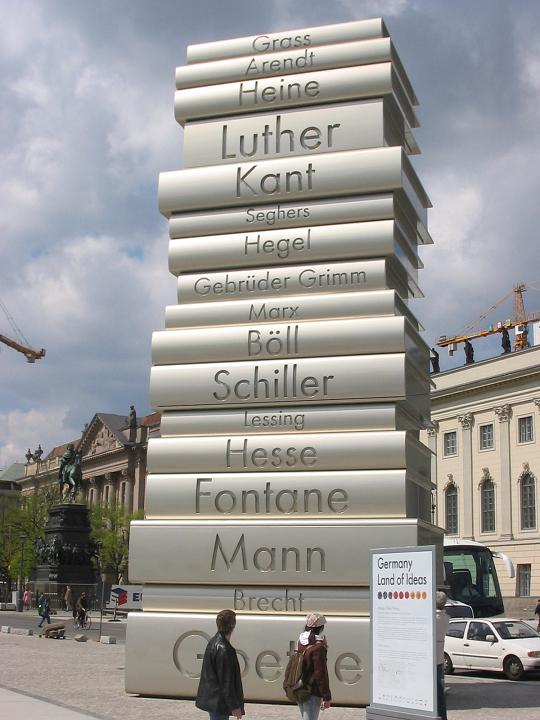
Памятник книгам в Берлине

Всемирный день книг и авторского права
(на других официальных языках ООН: англ. World Book and Copyright Day, араб. اليوم العالمي للكتاب وحقوق المؤلف, ‎исп. Día Mundial del Libro y del Derecho de Autor, кит. 世界图书与版权日, фр. Journée mondiale du livre et du droit d'auteur
) — отмечается ежегодно 23 апреля, начиная с 1996 года. Всемирный день был провозглашён на 28-й сессии ЮНЕСКО 15 ноября 1995 года (резолюция № 3.18).
Решение было принято с целью просвещения и развития культурных традиций, а также с учётом того, что книги являются наиболее важным средством распространения знания и самым надёжным способом его сохранения. В резолюции отмечается эффективность проведения в этот день книжных выставок и ярмарок.
При принятии решения учитывался опыт ряда стран и организаций, ранее проводивших «День книги».
В частности, в Испании в 1926 году король Альфонс XIII подписал декрет о праздновании в Испании Дня испанской книги, и, после некоторой полемики, было решено, что этот день будет отмечаться 23 апреля — в день, который принято считать датой смерти Мигеля Сервантеса (на самом деле, как считают историки, писатель скончался 22 апреля, но по обычаям того времени датой смерти записана дата похорон — 23 апреля). В Барселоне этот день совпал с праздником в честь покровителя Каталонии Святого Георгия, когда книготорговцы устроили грандиозную книжную ярмарку. Именно там с 1931 года появился обычай дарить розу всякому, кто купит книгу.
Дата была выбрана, как указано на сайте ООН, в память о том, что 23 апреля в 1616 году скончались Мигель де Сервантес, Уильям Шекспир (в действительности 23-е — дата смерти великого поэта и драматурга по юлианскому календарю, т. е. по григорианскому календарю — на 10 дней позже), Инка Гарсиласо де ла Вега.
С 2002 года в Москве помимо книги в этот день можно получить в подарок и розу. Эту традицию ввели в библиотеке Института Сервантеса. В честь 25-летия празднования Всемирного дня книги и авторского права, чтобы символически отметить завершения пандемии COVID-19 издательские дома в Москве провели ряд крупных акций, которые решено сделать ежегодными: ярмарка книг в формате гаражной распродажи на Арбате у здания МИДа и праздник в литературном салоне "Архитекторы мысли"

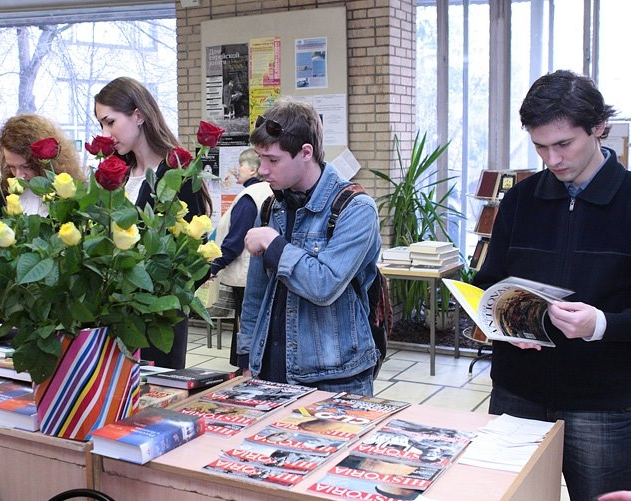
День Книги в Государственной библиотеке иностранной литературы,

## 23 апреля — символическая дата мировой литературы

### В этот день родились писатели
- Мануэль Вальехо (en:Manuel Mejía Vallejo) (1923)
- Морис Дрюон (1918)
- Халлдор Лакснесс (1902)

### В этот день умерли писатели
- Инка Гарсиласо де ла Вега (1616)
- Мигель де Сервантес-и-Сааведра (1616)
- Жозеп Пла (1981)
- Памела Линдон Трэверс (1996)
- Уильям Шекспир (1616)